# Berkelland
Berkelland és un municipi de la província de Gelderland, al centre-oest dels Països Baixos. L'1 de gener del 2009 tenia 45.127 habitants repartits sobre una superfície de 260,43 km² (dels quals 1,75 km² corresponen a aigua). Limita al nord-oest amb Lochem, al nord amb Hof van Twente, al nord-est amb Haaksbergen, a l'est Vreden, al sud-oest Bronckhorst i al sud amb Oost Gelre.

## Centres de població
Avest, Beltrum, Borculo, Brammelerbroek, Brinkmanshoek, Broeke, De Bruil, De Haar, Eibergen, Geesteren, Gelselaar, Haarlo, Heurne, Holterhoek, Hoonte, Hupsel, Leo-Stichting, Lintvelde, Lochuizen, Loo, Mallem, Neede, Noordijk, Noordijkerveld, Olden Eibergen, Rekken, Rietmolen, Ruurlo i Veldhoek.

## Ajuntament
El consistori de Berkelland consta de 29 regidors: 
- CDA 9 regidors
- PvdA 8 regidors
- VVD 6 regidors
- Gemeentebelangen 3 regidors
- D66 2 regidors
- GroenLinks 1 regidor

## Fill predilecte
- Menno ter Braak (°Eibergen 1902-L'Haia 1940), assagista i escriptor